# Neomorphidae
En la clasificación biológica, Neomorphidae es un proyecto de familia de las aves, que separa los cucos de tierra (incluidos los correcaminos) del resto de la familia cuco. Está anidado tradicionalmente dentro de la familia Cuculidae como la subfamilia neomorphinae.

## Especies
1321 Tapera naevia cuco rayado
1322 Morococcyx erythropygus cuclillo terrestre 
1323 dromococcyx phasianellus cuco faisán
1324 dromococcyx pavoninus cuco pavonino
1325 Geococcyx californianus correcaminos mayor 
1326 Geococcyx Velox correcaminos menor
1327 Neomorphus geoffroyi-cuco de tierra de vientre rojizo
1328 Neomorphus squamiger váquiro escamado
1329 Neomorphus radiolosus cuco hormiguero escamoso
1330 Neomorphus rufipennis cuco hormiguero alirrufo 
1331 Neomorphus pucheranii-cuco de suelo piquirroja
- Datos: Q729090